# Первая битва при Инёню
Первая битва при Инёню (турецк. Birinci İnönü Muharebesi) — первое сражение второй греко-турецкой войны между греческими войсками и кемалистской так называемой Армией национальной обороны Турции, длившееся с 9 по 11 января 1921 года.
В действительности это был бой незначительных военных масштабов, ограниченный во времени двумя сутками и на местности высотами перед селом Инёню. В ходе боя турки потеряли 95 человек убитыми, 183 раненными и 211 пленными, греки потеряли убитыми 51 человек, раненными 130. Однако неопределённые результаты не завершившегося боя (противники разошлись) позволили кемалистам впоследствии успешно использовать бой в своей пропаганде как во внутриполитической борьбе, так и в международных отношениях.

## Предыстория
Севрский мирный договор 10 августа 1920 года закрепил контроль региона Смирны, где проживало 375 тыс. греков и 325 тыс. мусульман, за Грецией:340.
Номинально регион оставался турецким, с перспективой решения его судьбы через 5 лет, на референдуме населения:16.
Договор был подписан султаном, но не признан движением кемалистов.
После дипломатических и военных побед греческий премьер Э. Венизелос согласился провести выборы, уверенный в своей победе:A-187.
Монархистская «Народная партия» провела предвыборную кампанию под лозунгом «мы вернём наших парней домой». Получив поддержку, значительного тогда, мусульманского населения, на выборах 30 ноября 1920 года победили монархисты:A-188.
Победа монархистов нанесла удар внешнеполитическим позициям Греции. Союзники заявили, что в случае возвращения в Грецию германофила короля Константина они прекратят финансовую помощь:345 и заморозят кредиты.
Возвращение Константина (6/19 декабря:29) освободило союзников от обязательств по отношению к Греции. У. Черчилль, в своей работе «Aftermath» (стр. 387—388) писал: «Возвращение Константина расторгло все союзные связи с Грецией и аннулировало все обязательства, кроме юридических. С Венизелосом мы приняли много обязательств. Но с Константином, никаких. Действительно, когда прошло первое удивление, чувство облегчения стало явным в руководящих кругах. Не было более надобности следовать антитурецкой политике»:30.
В отличие от франкоитальянских союзников, которые обеспечив свои интересы, заключили сепаратный мир, правительство монархистов не могло выйти из войны не разрешив вопрос с греческим населением Малой Азии.
Кемалисты продолжали младотурецкую политику геноцида в отношении коренного христианского населения Малой Азии и резня в Айдыне и в Вифинии лишили греческое руководство всяких сомнений в том, что случится с населением Ионии, когда греческая армия уйдёт из региона:170.:169.
Н.Псирукис писал, что народ дал свой голос монархистам за их пацифистскую демагогию, однако они предпочли продолжить войну в абсолютно неблагоприятных условиях — Константин заявил о силовом решении вопроса:34.
Одним из первых актов монархистов был отзыв в армию офицеров-монархистов, которые по причине Национального раскола не приняли участие в Первой мировой войне.
Эти офицеры получили новые звания за выслугой лет и в больших числах стали сменять офицеров сторонников Венизелоса, получивших свои звания на полях сражений Первой мировой войны и Малоазийского похода.

## Решение о разведывательном рейде
Христос Дзиндзилонис пишет, что греческая армия высадившаяся в Смирне не имела почти никакой свободы действий. О её действиях решения принимали военные власти Ближнего Востока, где основным критерием было удовлетворение требований и нужд внешней политики империалистических сил, в особенности англичан. Для каждого действия греческой армии было необходимо «подтверждение адмирала Калторпа (Somerset Gough-Calthorpe), или, в случае его отсутствия, командующего союзным флотом в Смирне».
Характерна телеграмма Венизелоса первому командующему экспедиционной греческой армии Л. Параскевопулосу: «Английский военный министр уполномочил генерала Милна, если он сочтёт нужным, разрешить нашим войскам, в случае турецкой атаки, преследовать их и более трёх километров, при условии что после завершения операции, наши войска вернуться в пределы линии оккупации».
В атмосфере напряжённых отношений с номинальными союзниками, правительство монархистов поставило себе целью силой вынудить кемалистов к миру.
Новое командование экспедиционной армии приняло решение совершить разведывательный рейд за пределы линии греческой зоны установленной Севрским договором.
Рейд преследовал несколько целей:
- Разогнать силы кемалистов сконцентрировавшиеся возле греческой зоны в регионе Биледжик — Каракёй — Боз Эюп.
- Разведать возможности только что созданных регулярных турецких дивизий, поскольку последнее столкновение, Сражение при Гедизе, с 26 октября по 12 ноября 1920 года подтвердило неспособность иррегулярных турецких сил противостоять греческой армии в открытом бою

Турецкая историография делает акцент на том, что бой при Гедизе был проверкой возможности ведения открытого большого (не партизанского) боя против греческой армии силами двух иррегулярных (Kuva-yi Milliye) дивизий (которые однако в греческой историографии именуются первыми регулярными дивизиями кемалистов)
Следует отметить, что XI и LXI турецкие дивизии приняли участие в военных действиях как при Гедизе, так и при Иненю, с той лишь только разницей что при Гедизе турецкая историография именует их иррегулярными дивизиями Kuva-yi Milliye, в то время как греческая историография уже тогда именовала их регулярными частями.
- Изучить боем топографию региона для подготовки планов будущего «Весеннего наступления».
- Продемонстрировать союзникам, неприятелю и населению Греции и Ионии, что кадровые перемены не повлияли отрицательно на боеспособность армии.

Для разведывательного рейда новый командующий экспедиционной греческой армии, генерал А. Папулас, счёл достаточным задействовать полторы дивизии, а именно «Дивизию Архипелага» и часть «Дивизии Смирны», получившей название «Отряд дивизии Смирны».
Чтобы отвлечь внимание командования кемалистов, I корпусу греческой армии (генерал Нидер) было приказано совершить аналогичный разведывательный рейд из Ушака к Баназ Сивасли.

## Начало рейда
Операция началась 24 декабря/6 января. Греческие части начали выдвижение из Бурсы по направлению к Эскишехиру.
Левая колонна «Дивизии Архипелага», разгоняя турок на своём пути, без особого труда дошла до Пазарджика, где взялв в плен 150 турецких солдат.
Части дивизии продолжили рейд и дошли до Багдадской железной дороги, заняв станцию Каракёй.
27 декабря/ 9 января колонна греческой «Дивизии Архипелага» была обстреляна турецкой артиллерией из Ак Бунара -Ковалджи, где располагались турецкие войска под командованием полковника Мустафы Февзи.
Колонна греческой дивизии атаковала Ковалджу и вынудила турок оставить левый фланг высот перед селом. Бой продолжился до наступления темноты.
«Дивизия Архипелага», в действительности только отряд полковника Ставрианопулоса вынудила XI турецкую дивизию отойти.
«Отряд дивизии Смирны» продолжил своё наступление и к вечеру 28 декабря/10 января турецкое отступление стало всеобщим и греки вышли на линию Ковалджа — Порья.
Находившийся в Эскишехире командующий «Западным фронтом» полковник Мустафа Исмет, дал приказ своей XXIV дивизии отойти к селу Инёню, расположенному северо-западнее Эскишехира и в 30 км к югу от железной дороги и реки Вати (Сари Су).
Одновременно Исмет направил также к Инёню XI турецкую дивизию и прибывшую из Анкары IV дивизию.
XXIV турецкая дивизия заняла позиции на правом фланге высоты Порья, IV в центре высоты Ак Бунар, XI дивизия оставшиеся высоты Ковалджи.
10 января «Дивизия Архипелага» начала наступать вдоль линии Ковалджа-Акпынар, а «Отряд дивизии Смирны» вдоль линии Еникёй-Теке-Хайрие, дополнительные силы двигались вдоль линии Сёгют-Гюндюзбей. Греческие войска сумели занять господствующие высоты, и Мустафа Февзи, следуя указанию Мустафы Исмета, отвёл турецкие войска на линию Бешкардешдагы-Земземие-Оклубалы, переведя штаб-квартиру в Чукурхисар.
28 декабря/10 января подошли ещё 2 турецкие дивизии, LXI и I, а также I кавалерийская с Южного фронта.
Одновременно началась переброска в регион VIII турецкой дивизии.
Крайней точкой греческого продвижения стали укреплённые позиции на высотах Ковалджа, которые были заняты 6-м полком «Дивизии Архипелага» полковника Ставрианопулоса в ходе штыковой атаки

## Прекращение рейда
Греческое командование сочло свою задачу выполненной — разведка была совершена, концентрация турецких войск была разогнана, железная дорога была разрушена — и приняла решение на следующий день, 29 декабря, вернуться на исходные позиции.
В силу принятого греческим командованием решения, после боя 28 декабря, сложилась необычная ситуация, когда турки отошли на восток, а греки стали отходить на запад, считая операцию законченной.
К 1/14 января 1921 греческие «Дивизия Архипелага» и «Отряд дивизии Смирны» вернулись на свои исходные позиции.
Потери греческой армии в этом разведывательном рейде составили убитыми 8 офицеров и 49 рядовых, раненными 9 офицеров и 145 рядовых.
С другой стороны греки взяли в плен 4 турецких офицера и 207 рядовых.

## Действия авиации
Действия греческой авиации в ходе рейда подтверждают разведывательный характер всей операции.
В ходе рейда к Эскишехиру, разведывательные полёты Γ΄ эскадрильи греческой военной авиации приобрели огромное значение, в силу отсутствия или несоответствия карт с действительной топографией региона:50.
Информация о действительной топографии региона полученная наземными частями и авиацией была необходима для подготовки «Весеннего наступления» греческой армии.
Рейд был также отмечен первой атакой турецкого самолёта против греческой пехоты (22-й полк в Акче Бунар):50 и сбитым турецким самолётом.
В последний день операции Γ΄ эскадрилья (командир Петрос Икономакос) хотела продемонстрировать новому командующему, А. Папуласу бомбёжку Эскишехира. Однако по механическим проблемам из 5 самолётов взлетел только один.
В ходе этого разведывательного рейда, I корпус армии, при поддержке самолётов греческой морской эскадрильи (ΝΑΜΣ), совершил отвлекающее наступление к Баназу и Сивасли.
При этом, с 27 по 31 декабря, самолёты ΝΑΜΣ, наряду с боевыми операциями разбрасывали листовки Этхем-черкеса, перешедшего после боя при Гедизе (24 октября — 17 ноября) на греческую сторону, и с 27 декабря начавшего своё восстание против кемалистов:50.
Современный английский историк Дуглас Дакин отмечает что вместе с греческими частями из региона ушли 3 тысячи греческих и армянских жителей, которые воспользовались моментом чтобы избежать турецких гонений:347

## Этхем черкес
Некоторые турецкие и иностранные историки привязывает к бою при Инёню действия Этхема-черкеса, перешедшего на сторону греков несколькими неделями раньше, после боя при Гедизе.
Они указывают, что в этом регионе, параллельно с военными действиями против греческой армии, армия кемалистов была вынуждена подавить мятеж Этхем — черкеса.
В действительности восстание Этхем — черкеса охватило в основном соседний вилайет Ушака и если и имело отношение к действиями греческой армии, то только к действиями I греческого корпуса, совершившего без сопротивления со стороны турок отвлекающее наступление к Баназу и Сивасли:50.

## Война пропаганды
Согласно коммюнике опубликованном командующим греческим экспедиционным корпусом генералом Папуласом, к 28 декабря/10 января были полностью достигнуты объективные цели операции.
Делая оговорку, что «если бы это было нашей целью, мы бы заняли Эскишехир» Папулас заявлял, что нашей целью было «рассеять силы врага, сконцентировавшиеся с агрессивными намерениями напротив зоны находящейся под контролем греческой армии».
Греческие части, в эти два дня 27 — 28 декабря (9-10 января 1921) отбросили турецкие части, которые в беспорядке отступили к Эскишехиру, взяв в плен две сотни турецких солдат и захватив турецкое оружие и боеприпасы.
Кроме того в ходе рейда был сбит турецкий самолёт.
При этом, согласно коммюнике Папуласа, потери греческих частей составили 39 человек убитыми и 138 раненными.
Однако тот факт, что греческие части преследовали отступающие турецкие части только до Инёню, а затем вернулись на свои позиции у станции Каракёй Багдадской железной дороги, дал возможность турецкой прессе вести речь о первом греческом поражении.
Однако французская « Le Matin» в своей телеграмме из Анкары отмечала, что Кемаль успел признать победу греческой армии, объясняя её «превосходящими греческими силами»
Кемалисты немедленно использовали отход греческих частей в пропагандистских целях и для поднятия духа своей армии.
Вернувшись на поле боя после ухода греческих частей, они стали собирать и демонстрировать разрозненные личные вещи греческих солдат пытаясь преподнести отход греческих частей вынужденным.
Командование кемалистов преследовало при этом определённые пропагандистские цели — это был первый раз в течение 2 лет после высадки греческой экспедиционной армии в Малой Азии, когда регулярные дивизии кемалистов встали перед греческими дивизиями и у кемалистов был огромный политический интерес преподнести бой 28 декабря при Инёню в качестве победы в названном ими (Первом) Сражении при Инёню.
С политической точки зрения бой был значительным в качестве аргумента в рядах самого движения кемалистов, где было сделано заключения в пользу централизованного управления армией Великого национального собрания.
В результате своих действий в Иненю, Исмет получил звание генерала.
Кроме того, престиж приобретённый кемалистами после боя помог им принять новую конституцию.
На международном уровне, кемалисты проявили себя как военная сила.
Престиж приобретённый кемалистами в результате боя помог кемалистам начать новый раунд переговоров с Советской Россией, которые завершились подписанием Московского договора 16 марта 1921 года.
Однако с военной точки зрения, Дуглас Дакин, современный английский историк, посвящает этому раздутому военно-политической пропагандой событию всего лишь два лаконичных предложения:

«В январе 1921 года Третий корпус (греческой армии) произвёл разведывательные операции к Эскишехиру, в которых подавил сопротивление турецких сил, но отошёл к Прусе согласно полученным приказам. Было ещё рано (для греков) наступать». — .
.